# Юсеф Латиф
Юсеф Абдул Латиф, роден с името Уилям Емануел Хъдълстън, е американски джаз изпълнител. Той е композитор, свири на много инструменти и се изявява като просветен деец в мюсюлманската общност Ахмадия, след като преминава в сектата през 1950 г.
Макар че основните инструменти на Латиф са тенор саксофонът и флейтата, той също така умее да свири на обой и фагот – и двата рядкост в джаза. Вкарва в употреба и много други инструменти, нетипични за западната музика, като бамбуковата флейта, шанай, шофар, ксун, аргул и кото. Новатор в смесицата на джаз с източна музика. Питър Кипнюз в некролога за Ню Йорк Таймс пише, че Латиф „прави световна (уърлд) музика, преди изобретяването на самата уърлд музика“.
Латиф пише и публикува много книги, вкл. две новели – A Night in the Garden и Another Avenue, сборника с разкази Spheres и Rain Shapes, както и автобиографичната The Gentle Giant, в съавторство с Хърб Бойд. Освен компанията Уай Ей Ел, Латиф притежава издателската компания Фана Мюзик. Чрез последната той публикува собствените си творби, вкл. Yusef Lateef's Flute Book of the Blues, както и много свои оркестърни композиции.